# Histoire des Juifs en Amérique latine et aux Caraïbes

L'étoile de David, symbole du peuple et de la foi juifs

La présence des Juifs en Amérique latine et dans les Caraïbes commence dès la conquête des puissances maritimes de l'Espagne et du Portugal au XVe siècle jusqu'aux vagues de migration vers l'Amérique latine au XXe siècle, principalement.

## Histoire
L'histoire des Juifs en Amérique remonte à Christophe Colomb et à son premier voyage transatlantique, le 3 août 1492, lorsqu'il quitte l'Espagne et arrive enfin au Nouveau Monde. La date de son départ correspond au jour où les Rois catholiques Isabelle de Castille et Ferdinand Ier d'Aragon ont ordonné aux Juifs d'Espagne de se convertir au catholicisme, de quitter le pays ou d'être mis à mort pour désobéissance à la monarchie.
Au moins six Juifs (ou crypto-juifs, marranes ou convertis sincères au catholicisme) accompagnent Christophe Colomb lors de son premier voyage : Rodrigo de Triana (1469-1525/1528), Maestre Bernal, qui travaille comme médecin pour l'expédition, Alonso Calle, trésorier de ce premier voyage de Christophe Colomb vers le Nouveau Monde, et Luis de Torres (?-1493), l'interprète qui parle l'hébreu et l'arabe, considérés comme des langues utiles en Orient, sa destination d'origine.
Certains participent à la conquête du « Nouveau Monde », et Bernal Díaz del Castillo (1492/1496-1584) décrit plusieurs exécutions de soldats des forces dirigées par Hernán Cortés (1485-1547) lors de la conquête du Mexique en raison du fait qu'ils étaient juifs.
Au cours des années suivantes, des Juifs ou crypto-Juifs s'installent en Nouvelle-Espagne et dans les colonies hollandaises du Brésil et des Caraïbes, où ils pensaient être hors de portée de l'Inquisition.
Néanmoins, plusieurs communautés juives prospèrent dans les Caraïbes, en Amérique centrale et en Amérique du Sud, en particulier dans les régions sous domination hollandaise et de langue anglaise. À la fin du XVIe siècle, des communautés juives ont été organisées au Brésil, au Suriname, à Curaçao, à la Jamaïque et à la Barbade. En outre, il existe des communautés moins organisées dans les territoires espagnols et portugais où l'Inquisition existe à l'époque, comme à Cuba et au Mexique. Ces Juifs dissimulent généralement leur identité religieuse aux autorités.
Au milieu du XVIIe siècle, les plus grandes communautés juives de l'hémisphère occidental se trouvent au Suriname et au Brésil.
Aujourd'hui, les communautés juives d'Amérique latine dans leur ensemble comptent moins de 300 000 personnes, l'Argentine et le Brésil étant les pays où les communautés sont les plus importantes. Plusieurs organisations opèrent parmi les communautés de la région, et le Fonds culturel juif pour l'Amérique latine est l'une des plus visibles d'entre elles.

### Argentine

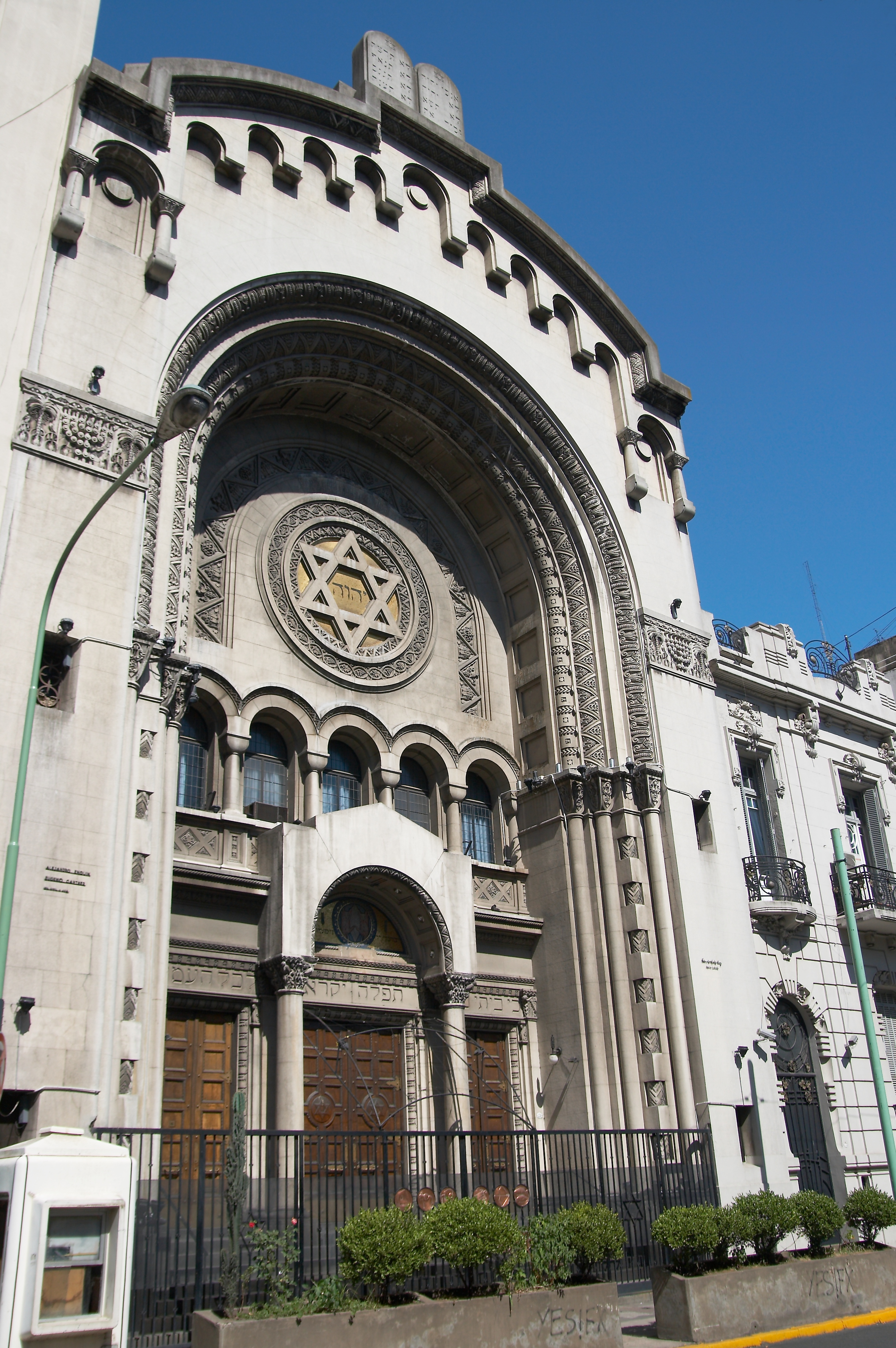
Synagogue centrale de Buenos Aires

Les Juifs qui ont fui l'Inquisition s'installent en Argentine, mais s'assimilent à la société argentine « non-juive ». Les commerçants et contrebandiers portugais de la vice-royauté du Río de la Plata sont considérés par beaucoup comme des crypto-juifs, mais aucune communauté n'apparaît après l'indépendance de la République argentine. Après 1810 (et jusqu'au milieu du XIXe siècle=, des Juifs, en particulier de France, commencent à s'installer en Argentine. Au tournant du siècle, comme aux États-Unis, beaucoup viennent d'Europe de l'Est (principalement de Russie, d'Ukraine et de Pologne), fuyant les persécutions tsaristes. À leur arrivée, ils sont appelés « Russes » en référence à leur région d'origine.
L'Argentine compte environ 230 000 Juifs, dont la grande majorité réside dans les villes de Buenos Aires, Rosario, Córdoba, Mendoza, La Plata et San Miguel de Tucumán ; elle est considérée comme la troisième plus grande communauté juive des Amériques après les États-Unis et le Canada, et la septième plus grande au monde. Légalement, la communauté juive argentine bénéficie de sept jours fériés par an, à savoir les deux premiers jours de Rosh Hashanah, un jour pour Yom Kippour et les deux premiers et derniers jours de Pessa'h, conformément à la loi 26.089.

### Bolivie
La présence juive en Bolivie remonte au début de la période coloniale espagnole. Santa Cruz de la Sierra est fondée en 1557 par Ñuflo de Chaves, accompagné d'un petit groupe de pionniers, dont plusieurs crypto-juifs d'Asuncion et de Buenos Aires. La ville devient un refuge pour les Juifs pendant l'Inquisition dans la région.
La deuxième vague de conversos arrive à Santa Cruz de la Sierra après 1570, lorsque l'Inquisition espagnole commence à opérer à Lima. De prétendus marranos (c'est-à-dire de nouveaux chrétiens que d'autres soupçonnaient, à tort ou à raison, de crypto-judaïsme) s'installent à Potosí, La Paz et La Plata. Après avoir connu le succès économique dans l'exploitation minière et le commerce, ils doivent faire face à la suspicion et à la persécution de l'Inquisition et des autorités locales. La plupart de ces familles « marranes » s'installent à Santa Cruz de la Sierra, car il s'agit d'un établissement urbain isolé où l'Inquisition n'importune pas les conversos. La plupart des colons conversos sont des hommes, et beaucoup se marient avec des femmes indigènes ou mestizas, fondant des familles mixtes ou mestizas. Les conversos s'installent également dans les villes voisines de Vallegrande, Postrervalle, Portachuelo, Terevinto, Pucara, Cotoca et autres.
De nombreuses familles parmi les plus anciennes de Santa Cruz sont en partie d'origine juive. Certaines traces de la culture juive peuvent encore être trouvées dans les traditions familiales, ainsi que dans les coutumes locales. Par exemple, certaines familles possèdent des bâtons de bougie à sept branches, héritées de la famille, ou la coutume d'allumer des bougies le vendredi au coucher du soleil. Les plats locaux typiques peuvent être préparés dans le respect des pratiques kasher (pas de mélange de lait et de viande, le porc est servi, mais jamais mélangé à d'autres aliments). Les spécialistes ne s'accordent pas sur l'origine et la récurrence de ces pratiques. Après presque cinq siècles, certains descendants de ces familles affirment être conscients de leurs origines juives, mais pratiquent le catholicisme (dans certains cas avec un certain syncrétisme juif).
De l'indépendance en 1825 à la fin du XIXe siècle, quelques marchands et négociants juifs (séfarades et ashkénazes) immigrent en Bolivie. La plupart d'entre eux épousent des femmes locales et fondent des familles qui finissent par se fondre dans la société catholique dominante. C'est souvent le cas dans les régions orientales de Santa Cruz, Tarija, Beni et Pando, où ces marchands viennent du Brésil ou d'Argentine.
Au cours du XXe siècle, la Bolivie commence à accueillir un nombre important de Juifs. En 1905, un groupe de Juifs russes, suivi par des Argentins, s'installe en Bolivie. En 1917, on estime qu'il y avait 20 à 25 familles juives professant dans le pays. En 1933, au début de l'ère nazie en Allemagne, on compte 30 familles juives. La première grande immigration juive a lieu dans les années 1930 ; la population est estimée à 8 000 personnes à la fin de 1942. Dans les années 1940, 2 200 Juifs émigrent de Bolivie vers d'autres pays. Ceux qui restent créent des communautés à La Paz, Cochabamba, Oruro, Santa Cruz, Sucre, Tarija et Potosí. Après la Seconde Guerre mondiale, un petit nombre de Juifs polonais immigrent en Bolivie.
En 2006, il reste environ 700 Juifs en Bolivie. Il y a des synagogues dans les villes de Santa Cruz de la Sierra, La Paz et Cochabamba. La plupart des Juifs boliviens vivent à Santa Cruz de la Sierra.

### Brésil
Les Juifs s'établissent très tôt dans l'histoire du Brésil, en particulier lorsque le pays est sous contrôle hollandais. Ils érigent une synagogue à Recife - la première synagogue d'Amérique - en 1636. La plupart de ces Juifs ont fui l'Espagne et le Portugal lors du rétablissement de l'Inquisition, d'abord en Espagne, puis au Portugal. Ils sont d'abord venus aux Pays-Bas pour profiter de la liberté religieuse qui leur était accordée dans ce pays.
Les Juifs se réinstallent au Brésil au XIXe siècle, après son indépendance, et immigrent plus ou moins constamment jusqu'au début du XXe siècle.
Environ 95 000 Juifs vivent aujourd'hui au Brésil et occupent des postes très importants dans divers domaines, notamment la politique, le sport, l'université et le commerce, et constituent une partie importante de la société brésilienne. La plupart des Juifs brésiliens vivent dans l'État de São Paulo, mais il existe également des communautés à Rio de Janeiro, Rio Grande do Sul, Minas Gerais, Paraná, Bahia et Pernambouc.

### Chili

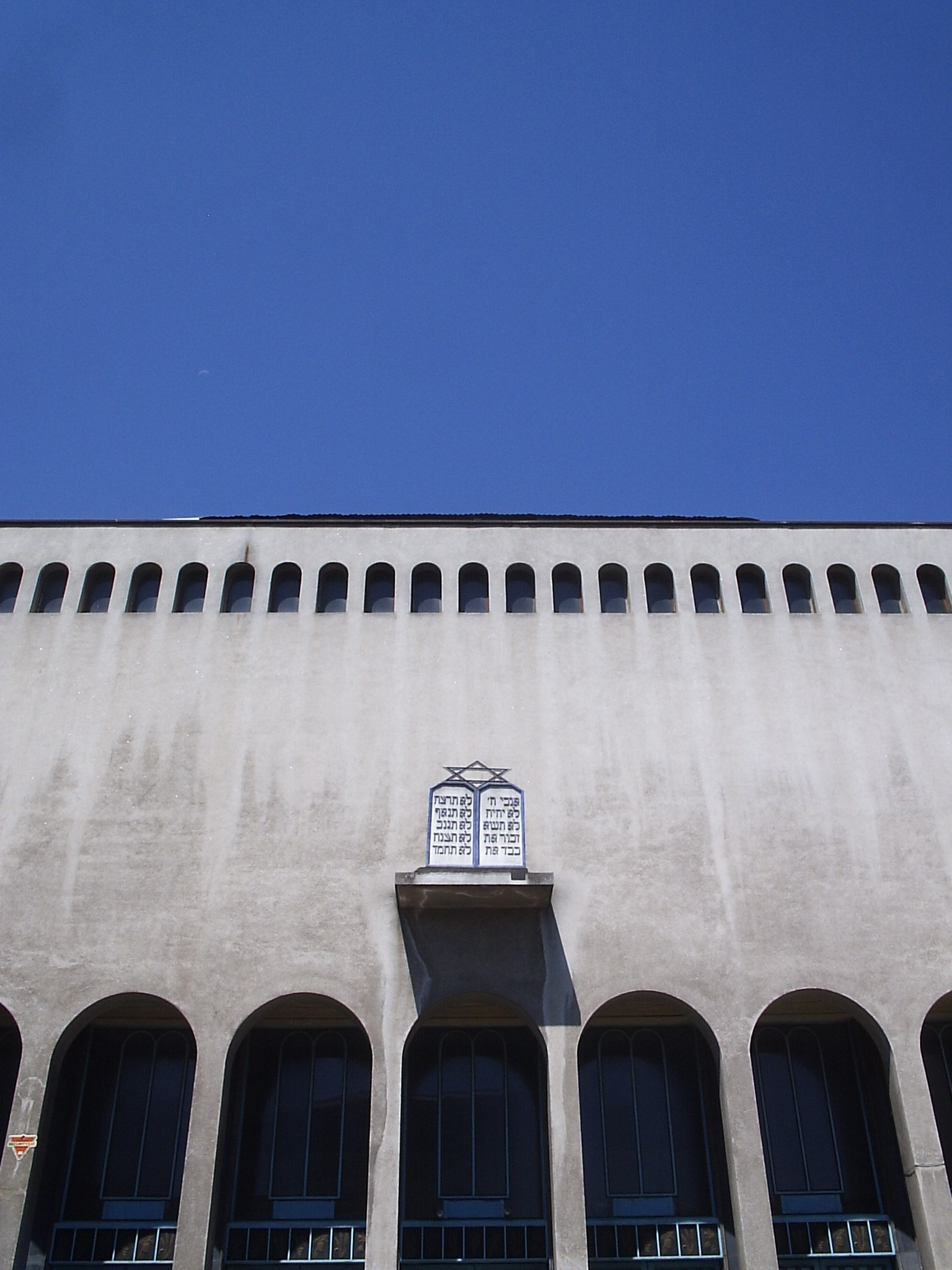
Grande synagogue de Santiago au Chili.

Bien qu'il s'agisse d'une communauté relativement petite, ne représentant pas plus de 1 % des minorités religieuses du pays, les Juifs du Chili ont acquis une place prépondérante dans la société chilienne. Ils jouent un rôle-clé avant et après l'indépendance du pays en 1810. La plupart des Juifs chiliens résident aujourd'hui à Santiago et à Valparaíso, mais il existe d'importantes communautés dans le nord et le sud du pays.
Mario Kreutzberger, connu sous le nom de « Don Francisco » et animateur de Sábado gigante, l'émission de télévision la plus longue au monde, est un juif chilien d'origine allemande. Parmi les autres Juifs chiliens reconnus dans le domaine des arts et de la culture, citons Alejandro Jodorowsky, aujourd'hui établi en France et connu dans le monde entier pour ses œuvres littéraires et cinématographiques. On peut également citer Nissim Sharim (en) (acteur), Schlomit Baytelman (en) (actrice) et Anita Klesky (actrice). Volodia Teitelboim, poète et ancien dirigeant du parti communiste chilien, est l'un des nombreux Juifs à avoir occupé des postes politiques importants dans le pays.
Tomás Hirsch est le chef de file de la coalition radicale des Verts et des communistes et ancien candidat à la présidence en 2005. Les ministres d'État Karen Poniachik (en) (ministre des mines) et Clarisa Hardy (en) (ministre des affaires sociales) sont également juifs. Dans le domaine du sport, le joueur de tennis Nicolás Massú (médaillé d'or à Athènes en 2004 et anciennement dans le top 10 du classement ATP) est d'origine juive.
Un grand nombre d'entreprises les plus importantes du pays, en particulier dans le domaine de la vente au détail et du commerce, ont été créées par des Juifs. Citons par exemple Calderon, Gendelman, Hites et Pollak (détaillants commerciaux) et Rosen (industrie de la literie).

### Colombie
Les Juifs commencent à arriver dans l'actuelle Colombie pendant la vice-royauté, et il existe de nombreuses références à des procès de « Portugais judaïsants » devant le tribunal de l'Inquisition de Carthagène des Indes. Ces juifs convertis au christianisme s'assimilent à la population locale et leurs traits culturels ont disparu, à l'exception de certains rituels réservés au noyau familial. Au cours de la première moitié du XIXe siècle, des Juifs de Curaçao et d'autres territoires hollandais des Caraïbes, ainsi que des Juifs de France et d'Allemagne, sont de nouveau arrivés en Colombie. Ces Juifs s'installent principalement sur la côte atlantique, où les « membres de la nation hébraïque » sont autorisés à vivre pendant les premiers temps de la république. Ils sont prolifiques dans les affaires et sont à l'origine de la création de nombreuses entreprises bien connues dans la ville de Barranquilla. Ils réussissent également à créer des cimetières et des écoles de l'Alliance israélite universelle, et beaucoup s'assimilent à la société catholique colombienne en se mariant avec des familles locales. Après la Première Guerre mondiale, les Juifs arrivent de Russie, d'Autriche, d'Ukraine, de l'Empire ottoman et d'Afrique du Nord. Ils s'installent dans les grandes villes, principalement à Barranquilla, Bogota, Cali et Medellín, mais il y a aussi des familles et des communautés, en particulier des Nord-Africains et des Syriens dans le Valle del Cauca et la ville de Popayán. Ils cherchent à gagner leur vie et à fuir les tristes souvenirs des terres où ils ont grandi. Selon Azriel Bibliowicz dans son roman El rumor del Astracán, les premiers arrivants en Colombie ont entendu un juif qui avait visité Bogota dire : « L'Amérique latine est l'endroit où l'on prospère ». Beaucoup arrivent donc plein d'illusions et se lancent dans le commerce. Ils installent des entrepôts de textile et introduisent des pratiques inédites : ils vendent des marchandises à crédit et proposent des produits de maison en maison. Si la marchandise est vendue au magasin pour trois pesos, elle est vendue pour 10 pesos en plusieurs fois. Les clients paient 20 centimes par semaine et ont la possibilité de rembourser leur dette à la fin de l'année. En 1950, il existe des communautés organisées avec leur propre cimetière, leur club et leur école.
Aujourd'hui, il reste environ 15 000 familles juives en Colombie, mais on pense qu'il y a davantage de descendants. La plupart sont concentrées à Bogota, puis à Cali, Medellin, Barranquilla, Carthagène des Indes et San Andrés. Ils sont regroupés en deux communautés : les séfarades, composés d'immigrants turcs, portugais, espagnols, égyptiens et syriens, et les ashkénazes, originaires d'Europe de l'Est, qui ont construit le cimetière juif et gèrent aujourd'hui le Centro Israelí del Sur,,,,,

### Costa Rica
Les premiers Juifs à arriver au Costa Rica sont des conversos, qui arrivent aux XVIe, XVIIe et XVIIIe siècles et s'installent dans la ville de Cartago, oubliant leurs racines juives par crainte de l'Inquisition espagnole. Au XIXe siècle, des commerçants séfarades viennent de Curaçao, de la Jamaïque, du Panama et des Caraïbes. Ils vivent principalement dans la vallée centrale du Costa Rica et s'assimilent rapidement à la société et abandonnent le judaïsme. Un troisième groupe d'immigrants juifs arrive avant la Seconde Guerre mondiale et surtout dans les années 1930. La plupart de ces immigrants viennent du village polonais de Żelechów. Le terme « polonais » devient un mot familier au Costa Rica pour désigner le « marchand ». La première synagogue du pays, la Shaarei Zion orthodoxe, est construite en 1933 dans la capitale San José. La plupart des membres de la communauté juive s'installent d'abord sur le Paseo Colon et dans le Barrio Mexico. Dans les années 1940, il y a eu un mouvement nationaliste costaricien, dont la présence conduit à l'antisémitisme, mais en général, la coexistence entre juifs et catholiques se poursuit sans problème majeur. Cependant, il existe des cas d'antisémitisme comme dans tout autre pays d'Amérique latine. Une quatrième phase d'immigration juive commence récemment, principalement des Juifs américains ou israéliens qui prennent leur retraite ou font des affaires dans le pays. La communauté juive costaricienne se compose de 2 500 à 3 000 personnes, dont la plupart vivent dans la capitale.
Outre ces informations, on dit aussi que les crypto-juifs s'installent à Escazú, une ville proche de San José, où ils doivent cacher leurs rites, étant donné que l'Acte d'indépendance de l'Amérique centrale (accepté au Costa Rica le 29 octobre 1821 stipule qu'une série de conditions doivent être remplies pour obtenir l'autonomie, notamment que la religion chrétienne catholique soit la seule acceptée dans le pays. Les Juifs d'Escazú commencent alors à se réunir secrètement dans les souterrains de la ville, ainsi que dans des synagogues cachées à l'intérieur des bâtiments. Comme la plupart des invocations à Dieu et des prières sont faites en hébreu et que les rabbins s'habillent en noir, les gens commencent à croire qu'il s'agit de sorcières qui jettent des sorts.
L'ancien banquier Luis Liberman Grinsburg est vice-président de la République entre 2010 et 2014, ce qui témoigne de la grande influence et de l'acceptation des Juifs au Costa Rica. Certains hommes politiques et hommes d'affaires d'origine juive jouent un rôle actif dans la société costaricienne. Les Juifs sont très actifs dans la politique costaricienne et de nombreux ministres juifs servent le pays dans les gouvernements précédents.

### Cuba
Les Cubains juifs, les Juifs cubains ou les Cubains d'origine juive vivent à Cuba depuis des siècles. Certains Cubains peuvent faire remonter leur ascendance juive aux marranes (convertis au christianisme) qui sont arrivés en tant que colons, bien que peu d'entre eux pratiquent le judaïsme aujourd'hui. Plus de 24 000 Juifs vivent à Cuba en 1924, et d'autres immigrent dans le pays dans les années 1930. Cependant, pendant et après la révolution communiste de 1959, 94 % des Juifs émigrent aux États-Unis et dans d'autres pays. En 2007, environ 1 500 Cubains juifs se trouvent encore dans le pays, principalement à La Havane. Des centaines d'entre eux ont depuis émigré en Israël.

### Curaçao
Curaçao possède la plus ancienne congrégation juive active des Amériques, datant de 1651, et la plus ancienne synagogue des Amériques, utilisée sans interruption depuis son achèvement en 1732 sur le site d'une synagogue antérieure. La communauté juive de Curaçao joue également un rôle-clé dans le soutien des premières congrégations juives aux États-Unis aux XVIIIe et XIXe siècles, notamment à New York et Newport (Rhode Island), où la synagogue Touro est construite.

### Équateur
Pendant un certain temps, avant le XXe siècle, de nombreux Juifs d'Équateur sont d'ascendance séfarade et certains conservent l'usage de la langue judéo-espagnole (ladino). Toutefois, aujourd'hui, la plupart des Juifs d'Équateur sont d'origine ashkénaze,. Certains supposent que ces groupes font partie des colons européens de l'Équateur.
De nombreux Juifs arrivent d'Allemagne en 1939, sur un bateau appelé le Koenigstein. De 1933 à 1943, il y a une population de 2 700 immigrants juifs. En 1939, la population juive, principalement allemande et polonaise, est expulsée par un décret du gouvernement d'Alberto Enríquez Gallo (en), influencé par l'Italie. L'antisémitisme se répand dans la population, mais est stoppé par l'intervention de l'ambassade américaine. En 1945, la population déclarée est de  3 000 habitants. Environ 85 % d'entre eux sont des réfugiés européens.
L'augmentation de l'immigration juive en Équateur est marquée par le début de l'Holocauste. En 1950, on estime à 4 000 le nombre de personnes juives vivant en Équateur. La plupart des communautés juives actives dans le pays sont d'origine allemande. La majorité des Juifs équatoriens vivent à Quito et Guayaquil. Il existe une école juive à Quito. À Guayaquil, il existe une communauté juive sous les auspices de Los Caminos de Israel appelée « Congrégation Nachle Emuna ». En 2017, l'Équateur ne compte plus que 290 juifs déclarés.Parmi les immigrants juifs qui sont venus en Équateur, il y avait aussi des professionnels, des intellectuels et des artistes, dont certains étaient professeurs et écrivains. Alberto Capua, Giorgio Ottolenghi, Aldo Mugla, Francisco Breth, Hans Herman, Leopold Levy, Paul Engel, Marco Turkel, Henry Fente, Benno Weiser, Otto Glass, Egon Fellig et Karl Kohn. Olga Fis a valorisé et diffusé l'art populaire équatorien, Constanza Capua a mené des recherches archéologiques, anthropologiques et sur l'art colonial.
D'ascendance séfarade, Leonidas Gilces et son jeune frère Angel Theodore Gilces ont aidé de nombreux immigrants tels que Charles Liebman qui a atteint la capitale avec sa bibliothèque, qui est devenue la plus importante de la capitale. Simon Goldberg qui avait une bibliothèque à Berlin, la bibliothèque Goethe de livres anciens qui a contribué à la diffusion de la lecture. Vera Kohn, psychologue et enseignante, s'occupait de tâches qui, au milieu du siècle, n'intéressaient pas les femmes équatoriennes qui vivaient dans leurs maisons, dépourvues de curiosité intellectuelle et ne s'intéressant qu'à la vie sociale. Elles ne s'intéressaient pas à la politique, à l'exception de Paul Beter, appartenant à la deuxième génération de Juifs, qui devint ministre de l'économie et président de la Banque centrale.

### Guatemala
Les Juifs du Guatemala sont principalement des descendants d'immigrants d'Allemagne, d'Europe de l'Est et du Moyen-Orient qui sont arrivés dans la seconde moitié du XIXe siècle et la première moitié du XXe siècle.
Les premières familles juives sont arrivées de la ville de Kempen en Prusse (aujourd'hui Kępno, en Pologne), et se sont établies à Guatemala City et à Quetzaltenango. Des immigrants du Moyen-Orient (principalement de Turquie) ont immigré au cours des trois premières décennies du XXe siècle. Beaucoup ont immigré pendant la Seconde Guerre mondiale. Environ 900 Juifs vivent aujourd'hui au Guatemala. La plupart d'entre eux vivent à Guatemala City. Aujourd'hui, la communauté juive du Guatemala se compose de juifs orthodoxes, de séfarades, de juifs d'Europe de l'Est et de juifs allemands.
En 2014, de nombreux membres des communautés Lev Tahor et Toiras Jesed, qui pratiquent une forme particulièrement austère de judaïsme orthodoxe, ont commencé à s'installer dans le village de San Juan La Laguna (en). Les communautés juives traditionnelles s'inquiétaient de la réputation de ce groupe, qui avait quitté les États-Unis et le Canada à la suite d'allégations de maltraitance d'enfants, de mariages précoces et de négligence à l'égard des enfants. Malgré la chaleur tropicale, les membres de la communauté ont continué à porter la longue cape noire pour les hommes et le tchador noir intégral pour les femmes,,.

### Haïti
Lorsque Christophe Colomb arrive à Hispaniola, il a un interprète, Luis de Torres, l'un des premiers Juifs à atteindre l'île en 1492. Haïti est prise et colonisée par les Français en 1633. De nombreux Juifs hollandais (dont beaucoup de marranes) émigrent du Brésil en 1634 et deviennent des employés des plantations de sucre françaises, dont ils développent le commerce. En 1683, les Juifs sont expulsés d'Haïti et de toutes les autres colonies françaises en raison du Code noir, qui non seulement restreint les activités des Noirs libres, mais interdit l'exercice de toute religion autre que le catholicisme romain (y compris une disposition selon laquelle tous les esclaves doivent être baptisés et instruits dans la religion catholique), et qui s'applique à son tour à tous les Juifs dans les colonies françaises. Cependant, malgré le Code noir, un nombre limité de Juifs restent dans les entreprises commerciales françaises en tant que dirigeants principaux, y compris des ressortissants étrangers (hollandais, danois ou anglais) ou des détenteurs de permis de séjour spéciaux (« lettres patentes »). Ces Juifs sont spécialisés dans les plantations agricoles. Les Juifs portugais de Bordeaux et de Bayonne s'installent principalement dans le sud d'Haïti (Jacmel, Jérémie, Léogâne, Les Cayes, Petit-Goâve et Port-au-Prince) et les Juifs de Curaçao dans le nord (Cap-Haïtien et Saint-Louis).
Cependant, de nombreux Juifs retournent en Haïti au milieu des années 1700, avant d'être tués ou expulsés au début du siècle lors de la révolte des esclaves menée par Toussaint Louverture, car de nombreux Juifs les ont également rejoints pour fuir les troubles civils en Pologne (avec l'invasion de leur pays par la Russie, la Prusse et l'Autriche).
En raison de l'absence d'école du dimanche et de centres communautaires juifs, de nombreux jeunes ne grandissent pas avec une éducation juive et doivent cacher leur judéité pour fréquenter l'école publique, qui n'est autorisée qu'aux catholiques. De nombreux Juifs préfèrent s'installer sur la côte, où se trouvent les villes portuaires, car ils participent au commerce qui permet d'établir des communautés dans les importants centres industriels. Les archéologues ont découvert une ancienne synagogue crypto-juive dans la ville de Jérémie, la seule de l'île. Plusieurs pierres tombales ont également été trouvées dans des villes portuaires telles que Cap-Haïtien et Jacmel. À la fin du XIXe siècle, une trentaine de familles juives arrivent du Liban, de Syrie et d'Égypte. La France adopte finalement une loi accordant la citoyenneté française aux minorités des Amériques, de sorte que de nombreux Juifs du Moyen-Orient se sentent en sécurité pour émigrer en Haïti, apportant avec eux leurs nombreuses coutumes et traditions séfarades.

### Honduras
Au cours du XXe siècle et des années 1980, des immigrants juifs viennent au Honduras, principalement de Russie, de Pologne, d'Allemagne, de Hongrie et de Roumanie. Il y a également eu une immigration en provenance de Grèce, d'origine séfarade, et de Turquie et d'Afrique du Nord, d'origine mizrahim. Au cours des années 1970 et 1980, le pays absorbe un grand nombre d'immigrants juifs en provenance d'Israël. Au cours des deux dernières décennies, le Honduras connaît une résurgence de la vie juive. Les communautés de Tegucigalpa et de San Pedro Sula deviennent plus actives. En 1998, l'ouragan Mitch détruit la synagogue, qui fait partie du centre communautaire juif du Honduras. Mais la communauté juive contribue financièrement à la reconstruction du temple. La plupart des Juifs honduriens vivent à Tegucigalpa.

### Mexique

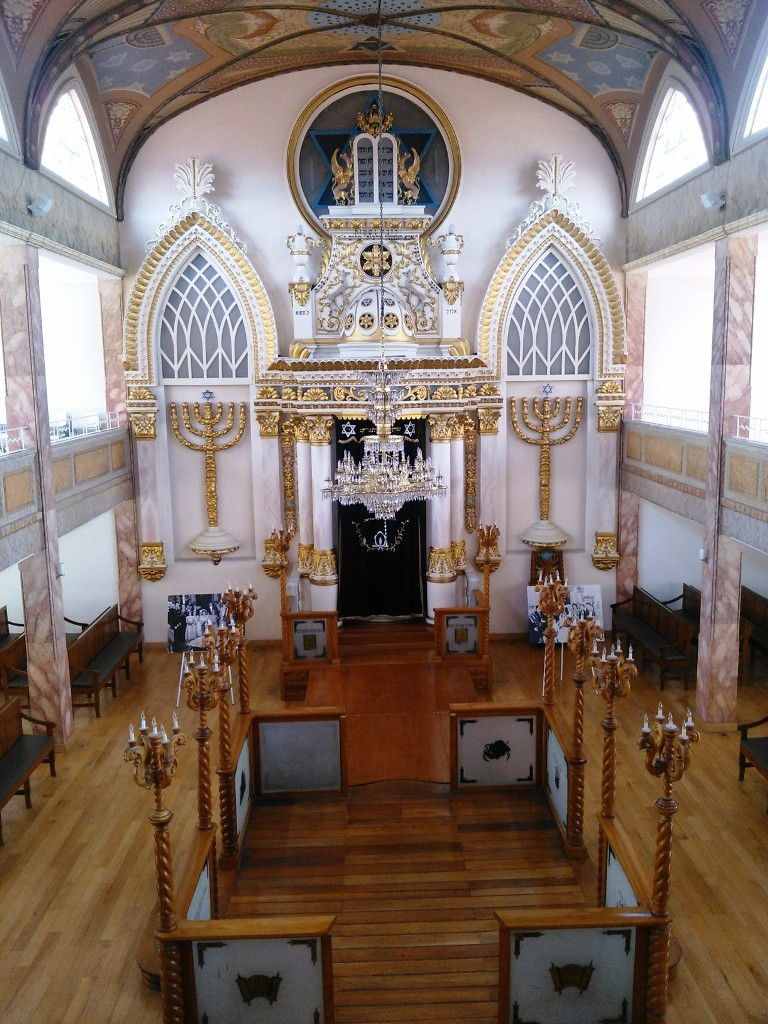
Intérieur de la dans le centre historique de Mexico

En raison de la forte présence catholique au Mexique, peu de Juifs, principalement des exilés séfarades, arrivent dans les années précédant la fin du XVIIe siècle, dont beaucoup de Portugais et d'Espagnols. Il existe plusieurs procès de judaïsants en Nouvelle-Espagne. Ils sont répartis sur l'ensemble du territoire de la vice-royauté, en particulier dans les zones rurales et les villes minières, ainsi que dans les territoires éloignés de la capitale vice-royale. Après l'indépendance du Mexique, un grand nombre de Juifs allemands s'installent au Mexique à l'invitation de Maximilien Ier du Mexique. Il en va de même pour les Juifs russes qui fuient les persécutions en Russie. Un deuxième groupe d'immigrants, principalement séfarades, arrive après la chute de l'Empire ottoman. Enfin, un dernier afflux a lieu lors des persécutions nazies en Europe pendant la Seconde Guerre mondiale.
Aujourd'hui, il y a environ 70 000 Juifs au Mexique et un peu plus de 3 000 Juifs mexicains résidant à l'étranger, principalement aux États-Unis et en Israël. En outre, un nombre important de Juifs étrangers résident au Mexique, principalement des expatriés et l'immigration récente de communautés juives argentines et vénézuéliennes. Il existe plusieurs secteurs de la communauté juive au Mexique, les plus importants étant la communauté ashkénaze (originaire d'Europe centrale et orientale), les communautés Maguén David et du Mont Sinaï (descendants d'immigrants syriens) et la communauté séfarade (composée principalement d'immigrants turcs, syriens et grecs).

### Nicaragua
En raison de la forte présence catholique au Nicaragua, peu de Juifs, essentiellement des exilés séfarades, arrivent dans les années précédant la fin du XVIIe siècle. Beaucoup d'entre eux étaient des Anoussim, comme d'autres originaires d'Amérique centrale, ce qui explique que la tradition du Nicaragua soit imprégnée de judaïsme. Après l'indépendance de l'Amérique centrale, un grand nombre de Juifs français s'installent au Nicaragua à la suite de son annexion par l'empire mexicain de Maximilien. Un deuxième groupe d'immigrants, principalement séfarades, arrive après la chute de l'Empire ottoman. Enfin, un dernier afflux a lieu lors des persécutions nazies en Europe pendant la Seconde Guerre mondiale.
Aujourd'hui, il y a environ 200 Juifs au Nicaragua et un peu plus de Juifs nicaraguayens résident à l'étranger, principalement aux États-Unis et au Costa Rica. Il existe deux communautés officielles au Nicaragua. Bien que les Juifs séfarades soient arrivés les premiers, ils ne sont pas organisés, ayant appris à vivre dans l'assimilation. Les Juifs ashkénazes viennent principalement de Hongrie, d'Allemagne et de Russie, ces derniers avec la coopération du gouvernement sandiniste en 1980. Après 1990, des Juifs américains à la retraite viennent s'installer, profitant de l'environnement paisible et du faible coût de la vie. Dès 1965, le Club Israelita de Nicaragua est fondé, avant d'être rebaptisé Congregación Israelita de Nicaragua, affilié au Congrès sioniste mondial et donc reconnu par Israël. Il convient de mentionner que la grande majorité de ces Juifs sont des hommes célibataires au moment de leur émigration. Ils ont donc épousé des femmes locales et leur progéniture, selon la Halakha, ne pouvait pas être juive et beaucoup ont dû se convertir. La Congregación Israelita de Nicaragua étant de tendance réformiste-conservatrice, elle accepte les enfants des deux camps. Elle ne compte actuellement que deux membres fondateurs (nés juifs) : les autres sont des convertis et ne se rencontrent pas souvent.
En 2008, la communauté juive du Nicaragua - Shearith Israel, comme s'appellent les séfarades de tendance hispano-portugaise - est la seule à disposer d'un mikveh (bain rituel) public pour les membres de son esnoga. En 2017, plusieurs d'entre eux se sont convertis, par manque de documentation, devant un bet din orthodoxe, parrainé par l'ONG Kulanu (« Pour tous » en hébreu) et, dans leur communauté, 114 conversions de leurs membres de la communauté ashkénaze ont eu lieu. La communauté juive du Nicaragua - Shearith Israel - est reconnue par le monde séfarade hispano-portugais, représenté par l'Obadyah Alliance court of Holland et par différentes communautés. Cette communauté a pour projet de construire la première synagogue séfarade au Nicaragua, car elle possède un des trois rouleaux de la Torah au Nicaragua.

### Panama

#### Période du Vice-royaume
La présence des Anusim ou Crypto-Juifs a été enregistrée dès les premières migrations des Espagnols et des Portugais sur le territoire. Le chercheur et écrivain Elyjah Byrzdett explique que le phénomène judéo-convers au Panama peut être divisé en deux grandes périodes : la période castillane et la période portugaise.

##### 1. La Période Castillane (1501–1580)
Cette période fut marquée par l'arrivée de Crypto-Juifs d'origine castillane, qui jouèrent un rôle actif dans la colonisation du territoire. Lorsque Rodrigo de Bastidas arriva sur l'Isthme de Panama en 1501, il était accompagné de convertis récents au christianisme. Dès les premières expéditions espagnoles et tout au long de la conquête, les judéo-convers étaient présents dans la région.
Le gouverneur et fondateur de la ville de Panama, Pedro Arias Dávila (connu sous le nom de Pedrarias), avait une ascendance juive tant du côté paternel que maternel. Son grand-père paternel, Ysaque Abenazar, était un membre influent de la communauté juive de Ségovie, qui se convertit plus tard au catholicisme et adopta le nom de Diego Arias Dávila. Bien que ses croyances religieuses restent incertaines, il est établi qu'il protégea les judéo-convers de la persécution menée par le frère franciscain Juan de Quevedo.
D'autres figures notables d'origine converse incluent les capitaines et gouverneurs suivants :
- Felipe Gutiérrez de Toledo (membre du clan Pisa) : Il occupa le poste de gouverneur de Veragua et dirigea un mouvement migratoire depuis Almagro et Tolède vers la région de Veragua. Le professeur d’histoire Enrique Soria Mesa a étudié cette migration et a dressé une liste de personnes d’origine judéo-converse qui voyagèrent avec lui.
- Diego Gutiérrez : Il fut gouverneur de Veragua et obtint, par un nouvel asiento du 29 novembre 1540, le droit d’explorer et de peupler la région en tant que gouverneur et capitaine de Veragua. Tragiquement, il fut tué par la population indigène.

Dans son ouvrage The Pisa family: A Converso Lineage, Byrzdett documente la généalogie détaillée de la famille Pisa, dont les descendants arrivèrent au Panama avant de s'établir dans d'autres régions. Bien que tous les Crypto-Juifs ne portassent pas le nom "de Pisa", l’auteur l’utilise comme référence, en raison de son importance en tant que lignée commune de plusieurs familles converses dans la région.

##### 2. La période portugaise (1580–1640)
La période portugaise débuta en 1580, à la suite de l'union dynastique du Portugal avec la Couronne espagnole. Durant cette période, les Crypto-Juifs portugais, mieux organisés et disposant de plus de ressources, réussirent à établir une maison de prière dans la rue Calafates, située derrière l'ancienne cathédrale de Panama la Vieja. Cependant, l'Inquisition intensifia sa persécution contre les judaïsants, culminant en 1640 avec un événement connu sous le nom de "Grande Conspiration", qui démantela une grande partie du réseau crypto-juif de l'Isthme. Dès lors, leur présence dans les archives historiques devint plus difficile à retracer, car la peur des persécutions poussa beaucoup d'entre eux à dissimuler encore davantage leur identité.
L'un des épisodes les plus documentés de cette persécution fut l'arrestation du Portugais Sebastián Rodríguez, accusé d’être un judaïsant, c’est-à-dire un pratiquant du judaïsme. Rodríguez dirigeait un groupe de Crypto-Juifs, composé notamment d'Antonio de Ávila, González de Silva, Domingo de Almeyda, ainsi qu'un frère mercédaire, tous pratiquant secrètement le judaïsme. Lors du procès, quatre médecins certifièrent la présence d'une marque de circoncision sur Rodríguez, utilisée comme preuve contre lui.

#### Période d'union à la Colombie
Lorsque l'isthme rejoint le projet de fédération de Simón Bolívar, une nouvelle migration hébraïque a lieu, revitalisant la foi mosaïque dans l'isthme. Ces premiers immigrants juifs arrivent dans le cadre d'une nouvelle politique qui encourage la liberté religieuse dans les territoires nouvellement indépendants. Grâce à leur maîtrise de langues telles que l'allemand, l'espagnol, le français, l'anglais, le néerlandais et le papiamento, ils jouent un rôle crucial d'intermédiaires et de traducteurs, assurant la liaison entre la population locale et les étrangers arrivant ou traversant la région.
Les Juifs, qu'ils soient séfarades (judéo-espagnols) ou ashkénazes (judéo-allemands), commencent à arriver en grand nombre au Panama au milieu du XIXe siècle, attirés par des opportunités économiques telles que la construction du chemin de fer biocéanique et la ruée vers l'or en Californie. Ce flux migratoire marque un chapitre important dans l'histoire de la communauté juive du Panama.

#### Période républicaine
La République du Panama, dans sa forme actuelle, connaîtrait une réalité très différente sans les contributions remarquables de la communauté juive panaméenne. Son rôle dans la lutte pour l'indépendance du pays en 1903 a été d'une importance cruciale et a empêché l'échec du mouvement séparatiste. Des membres éminents de la Congrégation Kol Shearith Israel, tels que Isaac Brandon, M.D. Cardoze, M.A. De León, Joshua Lindo, Morris Lindo, Joshua Piza et Isaac L. Toledano, ont apporté un soutien financier essentiel à la Junte révolutionnaire lorsque les promesses de fonds de Philippe Jean Bunau-Varilla ne se sont pas concrétisées. Sans leur contribution, la vie des dirigeants  responsables de la séparation du Panama de la Colombie aurait pu être mise en danger. C'est pourquoi l'engagement de la communauté juive a été d'une importance vitale à ce moment historique de Panamá. Après cette période, il y a d'autres vagues d'immigration juive au Panama. Pendant la Première Guerre mondiale, des personnes originaires de l'Empire ottoman en cours de désintégration viennent s'installer dans le pays. Après la Seconde Guerre mondiale, il y a une immigration en provenance d'Europe, et des Juifs des pays arabes arrivent également à la suite de l'exode de 1948. Plus récemment, des immigrants juifs en provenance de pays d'Amérique du Sud ont rejoint le pays à la suite de crises économiques. Ces groupes contribuent à la diversité de la population juive au Panama aujourd'hui.
L'épicentre de la vie juive se trouve dans la ville de Panama, bien qu'historiquement de petites communautés juives aient été établies dans d'autres villes telles que Colón, David, Chitré, Las Tablas (à partir de la fin du XVIIe siècle), La Chorrera, Santiago de Veraguas et Bocas del Toro. Ces communautés se sont progressivement dissoutes à mesure que les familles se déplacent vers la capitale, à la recherche d'une éducation pour leurs enfants et pour des raisons économiques.
Malgré une démographie relativement faible par rapport à la population totale du pays (environ quatre millions), la communauté juive compte environ 20 000 personnes,. Aujourd'hui, la communauté juive est concentrée dans la ville de Panama et est pleinement intégrée à la société panaméenne. Contrairement à ce qui se passe dans d'autres pays, les Juifs panaméens sont actifs dans le commerce, le gouvernement, les fonctions civiques et diplomatiques. À l'exception d'Israël, le Panama est le seul pays au monde à avoir eu deux présidents juifs au cours du XXe siècle :
- Dans les années 1960, Max Delvalle (es) a d'abord été vice-président, puis président de la République. Il est surtout connu pour son discours d'investiture dans lequel il a déclaré : « Aujourd'hui, il y a deux présidents juifs dans le monde, le président de l'État d'Israël et moi ».
- Plus tard, son neveu, Eric Arturo Delvalle, a assumé la présidence de la République entre 1985 et 1988. Tous deux étaient membres de la synagogue Kol Shearit Israel et s'impliquaient dans la vie juive au Panama.

### Paraguay
L'histoire des Juifs au Paraguay commence avec l'arrivée de flux migratoires, principalement en provenance d'Europe, à la fin du XIXe siècle.
Au début du XXe siècle, les premières institutions communautaires sont créées dans la ville d'Asuncion. Dans les années 1920, des Juifs de Pologne, d'Ukraine et d'Allemagne arrivent au Paraguay.
Après la Seconde Guerre mondiale, davantage de Juifs arrivent dans le pays en tant que survivants, mais beaucoup d'entre eux choisissent de s'installer dans les pays voisins, l'Argentine (qui abrite la plus grande communauté juive d'Amérique latine) et le Brésil, ou ont fait leur aliyah (émigration) en Israël.
Actuellement, la communauté juive paraguayenne compte environ 1 000 personnes, dont la plupart sont ashkénazes et vivent à Asuncion. Ces dernières années, la communauté a été victime d'actes antisémites isolés mais de plus en plus fréquents.

### Pérou
Les origines de la présence juive au Pérou remontent à l'arrivée des conquistadors espagnols. Les descendants de ces colonisateurs se trouvent principalement sur les hauts plateaux du nord du Pérou, en raison du contact culturel et ethnique avec les hauts plateaux du sud de l'Équateur. Cependant, la présence de l'Inquisition a contraint de nombreuses personnes à se convertir ou à s'exiler dans des régions moins hostiles de la vice-royauté, de sorte qu'il n'existe pas de chiffres fiables sur la présence juive au Pérou jusqu'au XIXe siècle, lorsque des Juifs ont commencé à arriver, principalement d'Allemagne et de Russie, bien qu'ils aient été intégrés dans les colonies de leurs pays d'origine. L'une des premières preuves concrètes de la présence juive au Pérou est la construction de l'actuel cimetière juif, qui date d'avril 1868. En 1870, la Sociedad Hebrea de Beneficencia (Société hébraïque de bienfaisance) est fondée, avec des membres tels que Jacobo Herzberg, Miguel Badt, Natazzius Hurwitz, Paul Ascher et Jacobo Brillman.
Dans les années 1910, des Juifs askhénazes et séfarades arrivent et rejoignent les communautés formées par les quelques Juifs allemands déjà établis dans le pays, principalement à Lima. Au cours de la décennie suivante, l'immigration se poursuit, principalement de jeunes gens qui, pour la plupart, se lancent dans le commerce du crédit dans les villes de l'intérieur du pays comme Arequipa, Cuzco, Abancay, Huánuco, Piura, Trujillo et Chiclayo. Au cours de ces années, les séfarades forment la Sociedad de Beneficencia Israelita Sefardita (1920) et les ashkénazes l'Unión Israelita del Perú (1923). En 1925, l'Organización Sionista del Perú (Organisation sioniste du Pérou) est fondée pour rassembler les deux communautés, ainsi que les Juifs allemands déjà établis.
Dans les années 1930, la communauté juive est florissante. En 1935, la Sociedad Israelita de Socorro Mutuo de los Judios est fondée, rassemblant des Juifs, principalement d'origine allemande, aux idées et aux rituels libéraux. Les mouvements de jeunesse Maccabi, Ashachar, Ashomer et Betar sont fondés. Des synagogues ashkénazes (1934) et séfarades (1933) sont ouvertes dans leurs propres locaux. En 1938, cependant, le ministre péruvien des affaires étrangères interdit totalement l'immigration juive au Pérou.
Dans les années 1940, toutes les communautés juives existantes dans le pays fusionnent pour former une seule communauté. Le Directorio de la Colectividad Israelita del Perú (1942) est créé en tant qu'organe représentatif de tous les Juifs péruviens, et des services communs sont créés et unifiés : agrandissement du cimetière, maison de retraite, école juive León Pinelo (1946), deux mouvements de jeunesse sionistes, Hanoar Hatzioní et Betar, des groupes de femmes sionistes (Wizo, OSE, Pioneer Women), le Comité péruvien pour la Palestine hébraïque, qui a obtenu le vote péruvien pour la partition, la campagne pour les victimes de la guerre, l'Association péruvienne de crédit israélite, l'Association médicale péruvienne israélite et le bulletin de l'Agence télégraphique juive, qui commence à circuler quotidiennement. Au cours de cette décennie, le lien avec l'éducation juive et la cause sioniste s'est considérablement renforcé. Dans les années 1950, les Juifs de tout le pays immigrent principalement à Lima à la recherche d'un cadre social et éducatif juif pour leurs enfants, et diverses institutions juives sont créées.
Au cours des décennies suivantes, la montée de l'antisémitisme et les crises économiques successives ont accru l'émigration, principalement vers les États-Unis et Israël, réduisant la population juive à environ 12 000 Juifs vivant au Pérou, selon des chiffres non-officiels.

### Porto Rico
Porto Rico abrite actuellement la plus grande communauté juive des Caraïbes, composée d'environ 3 000 Juifs, qui possèdent quatre synagogues dans la capitale et une dans l'ouest de l'île. Il y a une synagogue réformée, une synagogue conservatrice et deux synagogues orthodoxes. À Mayaguez, il existe une communauté juive orthodoxe appelée Toiras Jesed, de tendance hassidique, qui a attiré des Juifs de toute l'Amérique latine. Pendant une grande partie de l'histoire de Porto Rico, il était interdit aux Juifs de s'y installer. De nombreux Juifs européens sont arrivés après la Seconde Guerre mondiale, mais la plupart sont des descendants de Juifs cubains qui ont quitté Cuba après la révolution cubaine de 1959. De nombreux Juifs portoricains sont les descendants d'immigrants séfarades ou judéo-espagnols et d'anoussim venus de France, de Hollande, de Saint-Barthélemy et de Curaçao.
Récemment, toutefois, outre les branches du judaïsme susmentionnées, une branche du christianisme évangélique se réclamant du judaïsme messianique est devenue assez populaire sur l'île. La plupart de ces chrétiens prétendent être des descendants de conversos séfarades qui auraient redécouvert leurs racines hébraïques et auraient tenté de suivre la foi supposée de leurs ancêtres sans se dissocier de la figure de Jésus ou Yeshoua. Les principales branches du judaïsme rejettent les soi-disant messianiques comme faisant partie du corps de la communauté juive de l'île, principalement en raison de leur croyance en Yeshoua en tant que Messie et Dieu incarné. Pour toutes les branches du judaïsme, le personnage de Jésus est idolâtre, et il est donc impossible d'être à la fois juif et messianique (chrétien). Malgré cela, il existe environ six congrégations évangéliques-messianiques qui desservent une population de quelques 1 500 adeptes. Toutes ces congrégations, bien qu'elles se disent observantes de la Torah et qu'elles aient ajouté des objets de dévotion juive à leurs services religieux, ont une théologie qui reste fondamentalement chrétienne protestante. Pourtant, nombre de ces évangéliques messianiques refusent catégoriquement d'être une extension judaïsée du christianisme, préférant ignorer que leur concept de messianité et leur théologie sont fondamentalement chrétiens.

### République dominicaine
Les commerçants juifs séfarades sont arrivés dans le sud d'Hispaniola aux XVIe et XVIIe siècles, fuyant les persécutions de l'Inquisition espagnole. Au cours des siècles suivants, de nombreux Juifs et leurs descendants se sont assimilés à la population générale, bien que de nombreux Juifs dominicains conservent encore divers aspects de la culture séfarade de leurs ancêtres. Aux XVIIIe et XIXe siècles, de nombreux séfarades de Curaçao ont émigré en République dominicaine en raison d'une crise économique.
Sosúa, petite ville située sur la côte nord de l'île, est fondée par des Juifs ashkénazes fuyant l'Europe nazie dans les années 1930. Rafael Leónidas Trujillo, dictateur du pays, signe la conférence d'Évian en 1938, faisant du pays l'un des rares à accepter une immigration juive massive dans les années 1930, alors que leur vie est menacée par l'avancée du nazisme en Europe. Il a ainsi proposé d'accueillir jusqu'à 100 000 réfugiés juifs, bien qu'en pratique, et en raison des procédures bureaucratiques difficiles exigées par les pays d'origine et de transit des réfugiés, ce chiffre ait été bien inférieur.
En 1943 le nombre de Juifs dans le pays s'élevait à 1 200, soit le nombre le plus élevé de Juifs installés dans ce pays, et depuis lors, il n'a cessé de diminuer en raison de l'émigration et de l'assimilation.

### Salvador
La communauté juive du Salvador remonte à l'époque coloniale. Aujourd'hui, il existe un riche mélange de juifs ashkénazes et séfarades, deux synagogues et une école hébraïque.

### Suriname
Le Suriname possède la plus ancienne communauté juive des Amériques. Pendant l'Inquisition au Portugal et en Espagne vers 1500, de nombreux Juifs ont fui vers les Pays-Bas et les colonies néerlandaises pour échapper à la discrimination sociale et à la persécution inquisitoriale, parfois même à la torture et à la condamnation au bûcher. Ceux qui se sont convertis à la foi catholique ont été appelés « nouveaux chrétiens », convertis et, plus rarement, marranes. Le roi du Portugal a donné à ceux qui voulaient partir le temps de s'installer, et leur a fourni 16 navires et un sauf-conduit pour partir vers les Pays-Bas. Le gouvernement néerlandais leur a donné la possibilité de s'installer au Brésil. La plupart d'entre eux s'installèrent à Recife et les marchands devinrent des cultivateur de cacao. Mais les Portugais du Brésil ont forcé de nombreux Juifs à partir vers les colonies néerlandaises d'Amérique du Nord, les Guyanes. Les Juifs s'installent au Suriname en 1639.

Le Suriname était l'un des centres les plus importants de la population juive dans l'hémisphère occidental, et les Juifs étaient des propriétaires de plantations et des esclavagistes.

### Uruguay
L'histoire des Juifs en Uruguay remonte à l'époque coloniale, mais l'afflux le plus important a eu lieu à la fin du XIXe siècle et dans la première moitié du XXe siècle. Aujourd'hui, la communauté juive uruguayenne est la quatrième plus importante d'Amérique du Sud et se compose principalement d'ashkénazes.
La majeure partie de l'immigration juive en Uruguay a eu lieu dans les années 1920 et 1930 en raison de l'antisémitisme et des guerres mondiales. La population juive de l'Uruguay a atteint son apogée dans les années 1960, lorsque la communauté comptait environ 50 000 personnes. Plus tard, différents phénomènes ont conduit un nombre important de Juifs uruguayens à faire leur aliyah. Le sociologue Rafael Porzecanski, auteur du livre El Uruguay judío, estime qu'il y a environ 15 000 juifs, dont 30 % sont des juifs laïques et 20 % ont peu de contacts avec leur judaïsme.

### Venezuela
L'histoire de la communauté juive vénézuélienne commence probablement au milieu du XVIIe siècle à Caracas, Coro et Maracaibo.
Selon un recensement national effectué à la fin du XIXe siècle, 1 247 Juifs vivaient au Venezuela en tant que citoyens.
Entre 1920 et 1937, de nombreuses personnalités juives européennes se sont rendues à Maracaibo pour commencer à faire des affaires grâce à la manne pétrolière du pays. Nombre d'entre eux ont vécu et fondé des familles parallèles à celles qu'ils avaient laissées en Europe. Il y avait un grand mélange de cultures et de religions à Maracaibo.
En 1943, près de 2 600 Juifs allemands étaient entrés dans le pays. En 1950, la communauté s'était agrandie pour atteindre environ 11 000 personnes, malgré de fortes restrictions à l'immigration.
Plus de 3 000 Juifs vivent actuellement au Venezuela, dont plus de la moitié à Caracas. La communauté juive vénézuélienne est également divisée entre séfarades et ashkénazes. Toutes les (15) synagogues du Venezuela, à l'exception d'une seule, sont orthodoxes. La plus grande synagogue est située dans la ville de Caracas, la synagogue Tiféret Israel (es), dans le secteur de la ville appelée Plaza Venezuela, au cœur de la ville.

## Démographie
On estime que dans les années 1960, la population juive a culminé à 514 000 personnes. Toutefois, au milieu des années 2000, ce chiffre était tombé à 360 000, la plupart d'entre eux sont quantitativement concentrés en Argentine, au Brésil, au Mexique et à Miami.

### Populations juives actuelles
Selon les estimations de Palabra Israelita :
| Rang (Mondial) | Pays                   | Population juive 2007 | % de juifs |
| -------------- | ---------------------- | --------------------- | ---------- |
| 7              | Argentine              | 230 000               | 0.7%       |
| 11             | Brésil                 | 105 500               | 0.1%       |
| 13             | Mexique                | 67 780                | 0.5%       |
| 18             | Colombie               | 40 450                | 0.6%       |
| 19             | Uruguay                | 18 192                | 0.6%       |
| 31             | Pérou                  | 8 000                 | 0.08%      |
|                | Chili                  | 15 000                | 0.08%      |
| 33             | Venezuela              | 7 000                 | 0.1%       |
| N/A            | Porto Rico             | 3 000                 | 0.09       |
| 47             | Panama                 | 2 792                 | 0.01%      |
| 48             | Costa Rica             | 2 409                 | 0.03%      |
| N/A            | Cuba                   | 1 500                 | N/A        |
| N/A            | Paraguay               | 1 200                 | 0.02%      |
| N/A            | République dominicaine | 600                   | 0.003%     |
| N/A            | Suriname               | 200                   | 0.03%      |

Populations juives dans le monde.

### Estimations du Congrès Juif Latino-américain
Selon les estimations du Congrès juif latino-américain
| Rang (Amérique latine) | Pays                   | Population juive 2009 |
| ---------------------- | ---------------------- | --------------------- |
| 1                      | Argentine              | 230 000               |
| 2                      | Brésil                 | 130 000               |
| 3                      | Mexique                | 53 101                |
| 4                      | Uruguay                | 33 000                |
| 5                      | Pérou                  | 9 000                 |
| 6                      | Chili                  | 15 000                |
| 7                      | Venezuela              | 15 000                |
| 8                      | Colombie               | 7 400                 |
| 9                      | Panama                 | 3 000                 |
| 10                     | Costa Rica             | 3 000                 |
| 11                     | Paraguay               | 1 500/2 000           |
| 12                     | Cuba                   | 1 500                 |
| 13                     | Salvador               | 1 300                 |
| 14                     | Guatemala              | 1 000                 |
| 15                     | Bolivie                | 700                   |
| 16                     | Équateur               | 290                   |
| 17                     | République dominicaine | 250                   |
| 18                     | Suriname               | 200                   |
| 19                     | Nicaragua              | 200                   |
| 20                     | Honduras               | 40                    |

Populations juives selon le Congrès juif latino-américain.